# Biskupice (Proszowice)
Pour les articles homonymes, voir Biskupice.
Biskupice (prononciation : [biskuˈpit͡sɛ]) est une localité polonaise de la gmina de Koszyce, située dans le powiat de Proszowice en voïvodie de Petite-Pologne.